# Yannis Salibur
Yannis Salibur (Saint-Denis, 24 gennaio 1991) è un ex calciatore francese, di ruolo attaccante.

## Carriera
Cresciuto nel settore giovanile del Red Star, nel 2004 viene selezionato per il centro tecnico INF Clairefontaine. Nel 2007 passa al Lilla con cui firma l'anno successivo il contratto da professionista. Esordisce il 23 gennaio 2009 nella partita di Coppa di Francia contro il Dunkerque. Nel gennaio 2011 passa al Boulogne. Nel 2013 viene acquistato dal Clermont.. Il 31 dicembre 2014 viene annunciato il suo passaggio al Guingamp. Nel 2018 viene acquistato dal Saint-Etienne.